# Clinton (Misuri)
Clinton es una ciudad ubicada en el condado de Henry en el estado estadounidense de Misuri. En el Censo de 2010 tenía una población de 9008 habitantes y una densidad poblacional de 375,64 personas por km².

## Geografía
Clinton se encuentra ubicada en las coordenadas 38°22′16″N 93°46′5″O / 38.37111, -93.76806. Según la Oficina del Censo de los Estados Unidos, Clinton tiene una superficie total de 23.98 km², de la cual 23.68 km² corresponden a tierra firme y (1.26%) 0.3 km² es agua.

## Demografía
Según el censo de 2010, había 9008 personas residiendo en Clinton. La densidad de población era de 375,64 hab./km². De los 9008 habitantes, Clinton estaba compuesto por el 95.09% blancos, el 1.9% eran afroamericanos, el 0.44% eran amerindios, el 0.28% eran asiáticos, el 0.01% eran isleños del Pacífico, el 0.47% eran de otras razas y el 1.81% pertenecían a dos o más razas. Del total de la población el 1.96% eran hispanos o latinos de cualquier raza.